# Kápolna a sziklán

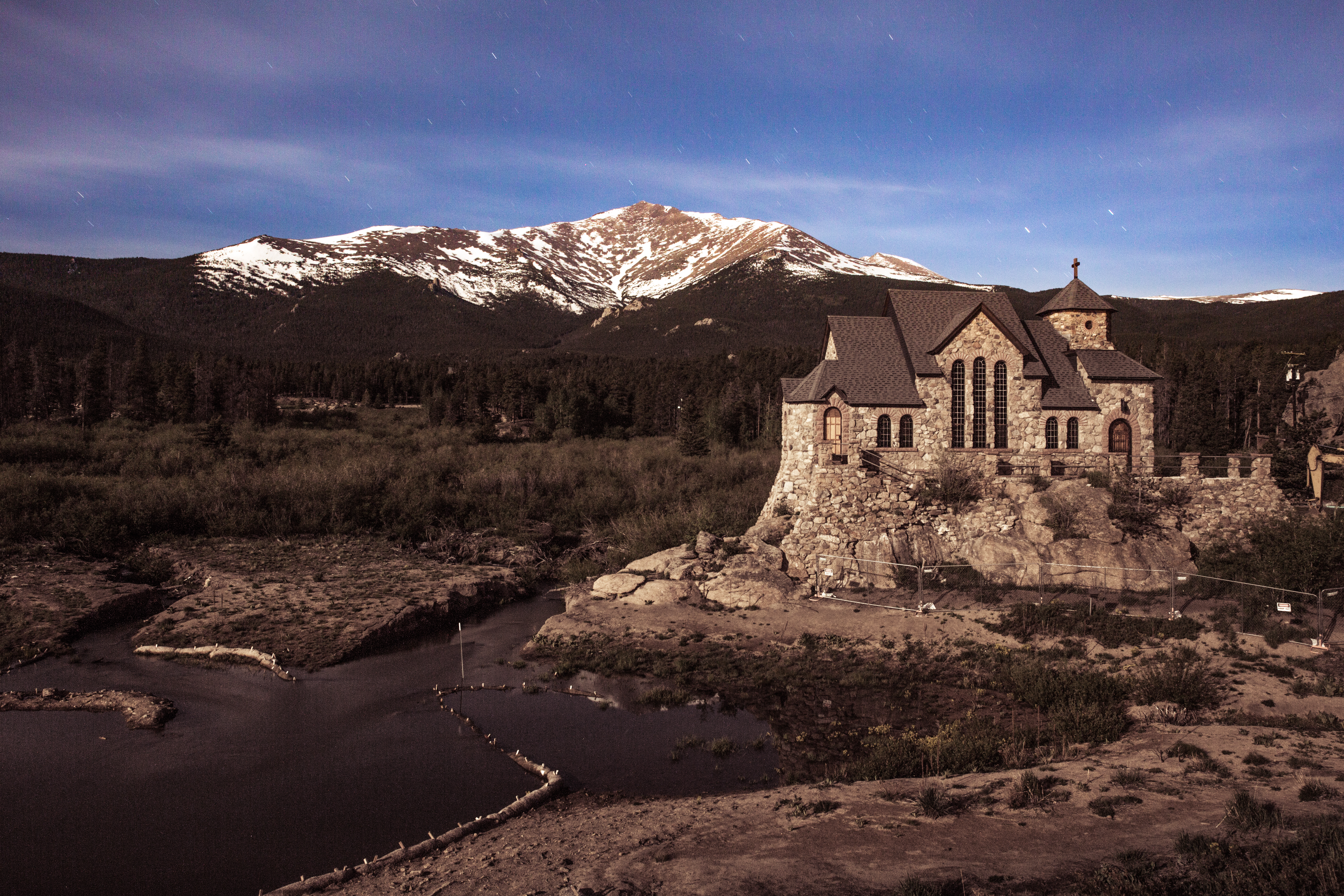
Szent Malo kápolnája a sziklán, a háttérben a Long's Peak

A Kápolna a sziklán (hivatalosan Sziénai Szent Katalin-kápolna,  Saint Catherine of Siena Chapel) egy működő katolikus kápolna és turisztikai nevezetesség az Amerikai Egyesült Államokban, a coloradói Allensparkban, amely a Denveri Katolikus Főegyházmegye Saint Malo rekreációs, konferencia- és szellemi központjának területén található. A kápolna szabadon látogatható.

## Története
1916-ban Monsignor Joseph Bosetti egy nagy sziklaalakzatot talált a Szikláshegyi Nemzeti Parktól keletre, ami arra a jézusi mondatra emlékeztette, hogy „erre a sziklára építem a templomomat”, és elhatározta, hogy ő erre a sziklára építtet egy kis Isten házát. A pénz hiánya csaknem húsz évig késleltette az építkezést, és a coloradói autópálya építőivel is meg kellett küzdenie a szikla érintetlen állapotában való meghagyásáért. Végül az építési telket Oscar Malo és neje az Egyháznak adományozta, és Jacques Benedict denveri építész megtervezte a kápolnát, amely 1936-ra épült fel. 1999-ben Boulder megye a kápolnát történelmi helyszínként jelölte meg.
A kápolnában denveri látogatása során II. János Pál pápa is imádkozott az 1993-as Katolikus Ifjúsági Világtalálkozóért, azután megáldotta a kápolnát. A pápa később a környező erdőkbe kirándult, és valamennyi időt a Saint Malo Rekreációs Centerben is eltöltött.
2011 novemberében a sziklán található kápolnát megóvták egy borzalmas tűzvésztől, amely elpusztította a rekreációs központ nagyobb részét, és arra kényszerítette őket, hogy bezárja kapuit a nyilvánosság elől.
A 2013. szeptemberi történelmi villámáradás során a sziklán található kápolna fennmaradt, miközben a környezete nagy része elpusztult.

## Fordítás
Ez a szócikk részben vagy egészben  a   Chapel on the Rock című angol Wikipédia-szócikk ezen változatának fordításán alapul.  Az eredeti cikk szerkesztőit annak laptörténete sorolja fel. Ez a jelzés csupán a megfogalmazás eredetét és a szerzői jogokat jelzi, nem szolgál a cikkben szereplő információk forrásmegjelöléseként.